# Anapistula australia
Espèce
Anapistula australia est une espèce d'araignées aranéomorphes de la famille des Symphytognathidae.

## Distribution
Cette espèce est endémique du Queensland en Australie.

## Description
La femelle holotype mesure 0,63 mm.

## Étymologie
Son nom d'espèce lui a été donné en référence au lieu de sa découverte, l'Australie.

## Publication originale
- Forster, 1959 : The spiders of the family Symphytognathidae. Transactions and Proceedings of the Royal Society of New Zealand, vol. 86, p. 269-329 (texte intégral).